# سرميتسياك (جبل)
جبل سرميتسياك (بالجرينلاندية: Sermitsiaq)، هو جبل بارتفاع 1,210 متر (3,970 قدم)، يقع شمال شرق مدينة نوك عاصمة جرينلاند بالدنمارك، وقمة الجبل مرئية من معظم مواقع المدينة. والجبل يقع على جزيرة تحمل نفس الاسم؛ وتقع في مضيق نوب كانيرلوا [الإنجليزية] (بالجرينلاندية: Nuup Kangerlua).

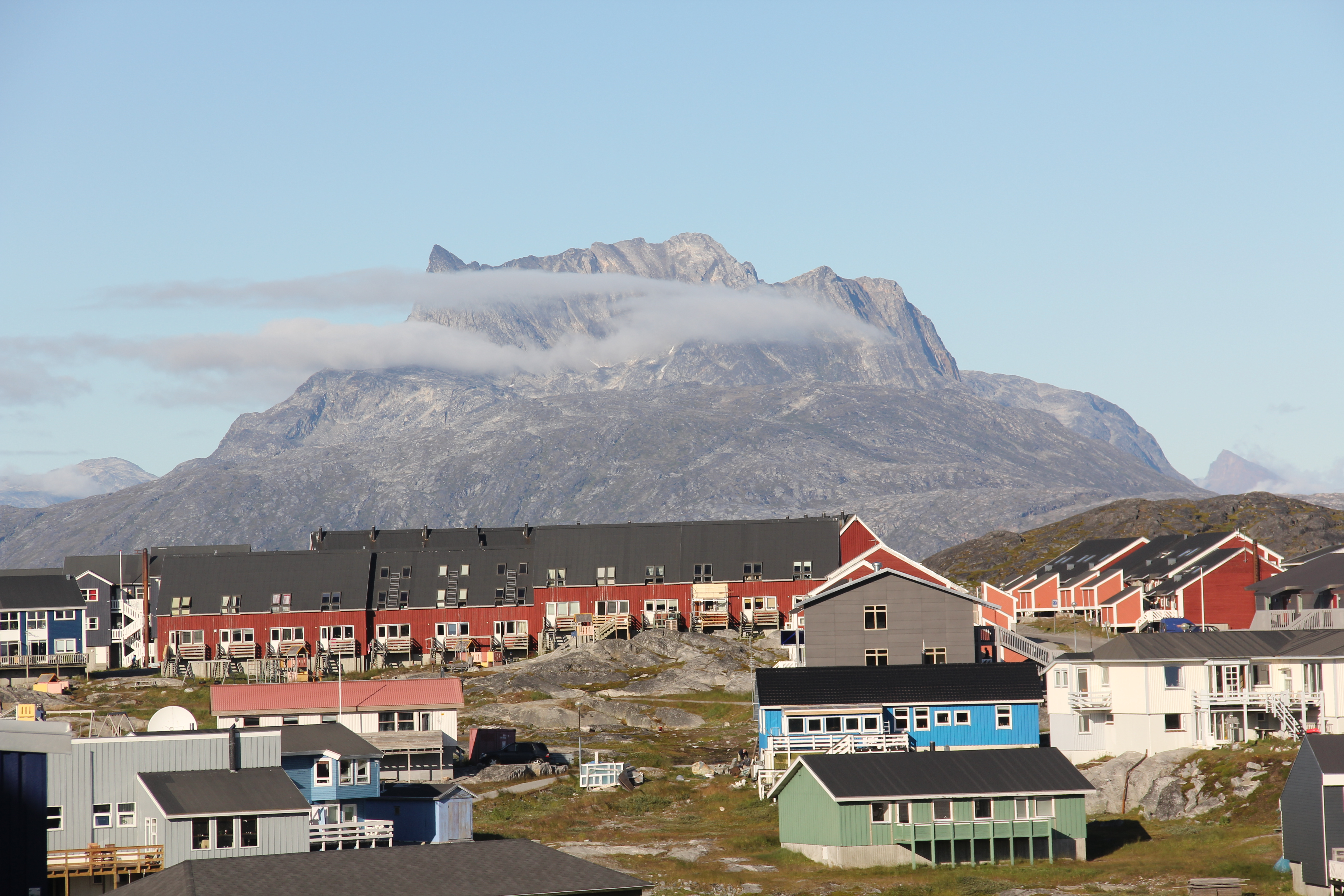
جبل سرميتسياك يظهر من نوك.